# シチメンチョウ
シチメンチョウ（七面鳥、吐綬鶏、学名: Meleagris gallopavo）は、シチメンチョウ属に分類される鳥類である。
シチメンチョウ属の模式種である。なおシチメンチョウ属には他にヒョウモンシチメンチョウが属するが、まれにこれを別属としシチメンチョウをシチメンチョウ属唯一の種とすることがある。

## 形態
キジ目の最大種で全長122 cm、体重は9 kgに及ぶ。メスはオスのおよそ半分の全長60 cm程度である。胴は構造色による光沢がある黒い羽毛で覆われていて、メスよりオスの方が光沢が強い。また、オスの胸部から平均230 mmの毛の房が出ているが、メスの10-20%にも短いが毛の房がある場合がある。
頭部や頸部には羽毛がなく赤い皮膚が露出し、発達した肉垂がある。繁殖期になるとオスの皮膚は色が鮮やかになり、胸部が隆起する。和名の七面鳥の由来は頭部の首のところに裸出した皮膚が、興奮すると赤、青、紫などに変化するため、七つの顔（面）を持つ様に見えることに由来する。体温は40 °Cで、32 km/hで走る。

## 生態
アメリカ合衆国、カナダ南部ならびにメキシコに分布し、開けた落葉樹と針葉樹の混合林に生息する。かつて硫黄島で飼われていたが、戦後に目撃談があり野生化している可能性がある。
食性は植物食傾向の強い雑食で果実、種子、昆虫類、両生類、爬虫類等を食べる。
繁殖期にはオス1羽に対しメス数羽からなる小規模な群れを形成し生活する。同じ親から生まれた若鳥も群れを形成し生活するが、その後オスだけの群れを形成する。繁殖期になるとオスは尾羽を扇状に広げ、翼を下げて振るわせ頭部の肉垂を膨らませてある一定の場所で徘徊する。繁殖形態は卵生で、メスが地面を掘って落ち葉を敷いた巣に1回に8-15個の卵を産む。1羽が作った巣に他のメスが卵を産むこともある。メスのみが抱卵を行い、雛の世話もメスのみが行う。メスは日光により卵を産みたくなる体質である。単為生殖を行う場合もあるが、しかし現象としては「無精卵なのに発生が進行する」ものであり、孵化できる個体はごく一部で大半は卵のまま死ぬ。
危険を感じると走って逃げるが、短距離であれば飛翔することもできる。オスのみが出す警戒声（アラームコール）は鳥類の中でも最も大きく歓声のような独特な声である。

## 人間との関係

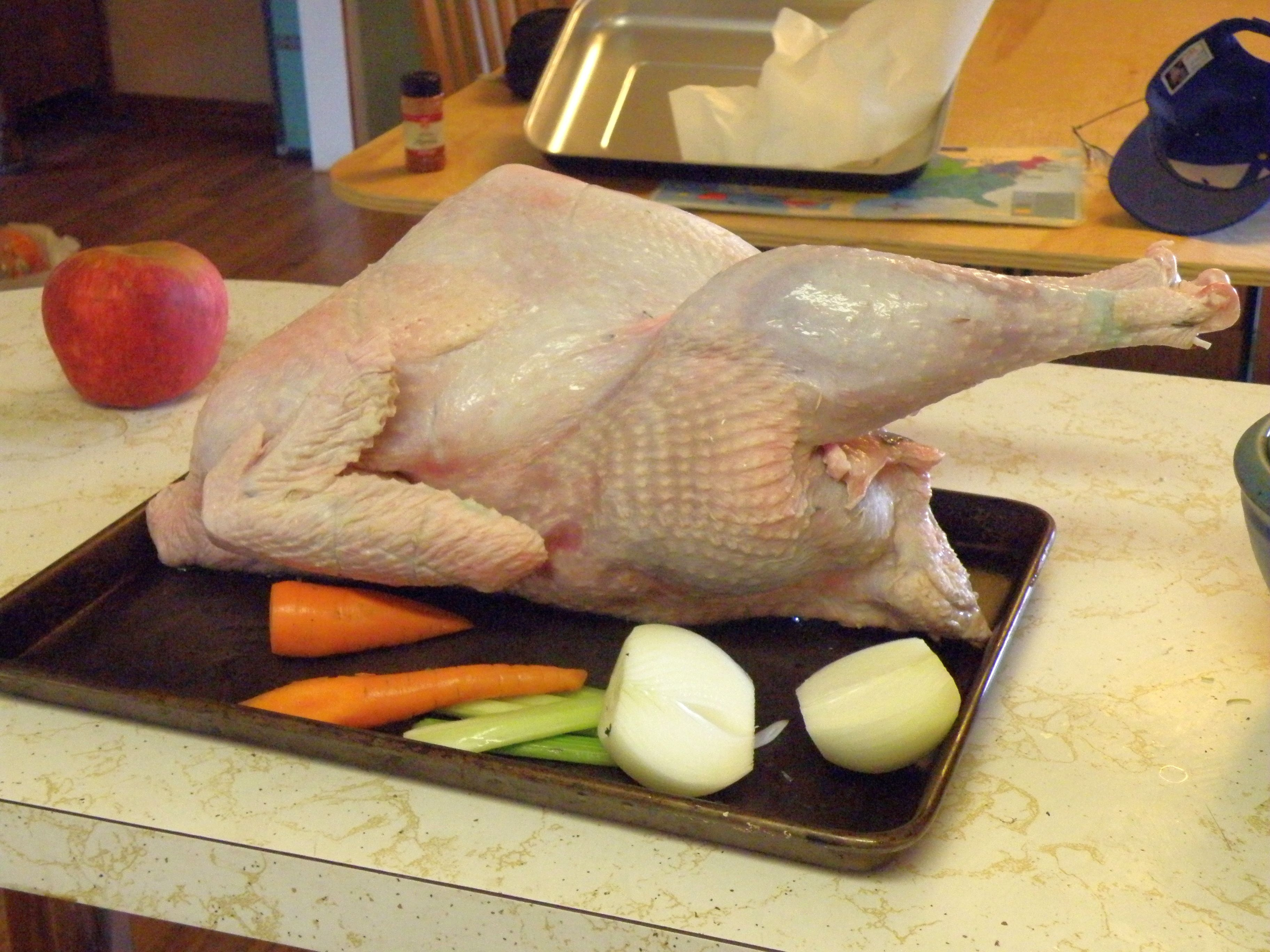
シチメンチョウの肉

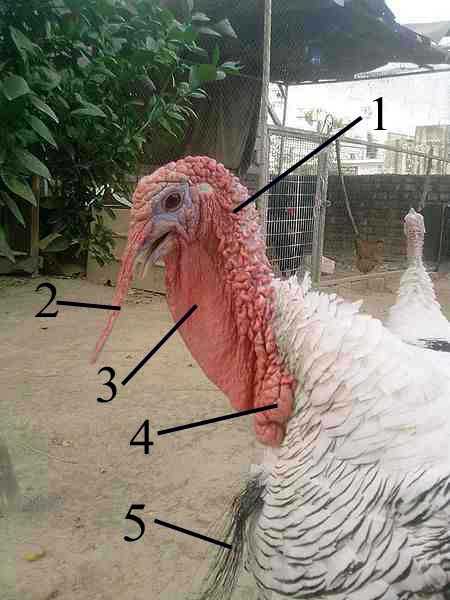
頭部周辺の名称 1. カランクル, 2. スヌード, 3. 肉垂 Wattle (Dewlap), 4. Major caruncle, 5. Beard

食用とされることもあり、家禽としても飼育される。現在家禽として飼育されているのは尾羽の先端が白いメキシコの個体群に由来するものとされる。中央アメリカの先住民族によって家畜化され新大陸到達後、1519年にはスペイン王室に、1541年にはイギリスのヘンリー8世に献上された。七面鳥の英語名のターキー（turkey）は、日本でも食肉名として用いられる。味はニワトリより脂分が少なく、さっぱりとしている。トルコを意味する名前が北アメリカ原産の鳥につけられている理由は、トルコ経由で欧州に伝来したホロホロチョウとの混同によるもの。

### アメリカ合衆国
アメリカ合衆国とカナダでは詰め物をした七面鳥の丸焼きが特に感謝祭（Thanksgiving Day）でのごちそうであり、感謝祭のことを口語的にTurkey Day（七面鳥の日）とも呼ぶ。クリスマスの料理としても供される。シチメンチョウのハムやベーコンは一年を通じて販売されており、豚肉のハムやベーコンに比べて脂身の少ないヘルシーな代替品と考えられている。
「すべてのヤンキーの父」で知られるベンジャミン・フランクリンはアメリカ合衆国の国鳥として最後までハクトウワシに反対し、シチメンチョウを推していた。娘宛の手紙にてハクトウワシは死んだ魚を漁る、他の鳥から獲物を横取りするなどの不品行で横着な鳥で道徳的観念からふさわしくないとこき下ろし、野生のシチメンチョウこそ生粋のアメリカ人を象徴するにふさわしい勇気と正義感を兼ね備えた鳥だとした。ただ文面からは冗談、皮肉であるとも受けとれ、本気で推薦していたのかは定かではない。
家禽を撃つことは容易い事から、アメリカの慣用句として「ターキー･シュート（七面鳥撃ち）」がある。太平洋戦争後半、マリアナ沖海戦での大勝は「マリアナの七面鳥撃ち (Great Marianas Turkey Shoot)」と表現されている。

#### 大統領と七面鳥

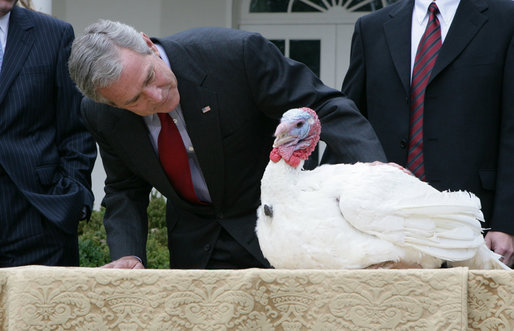
2007年、七面鳥を恩赦するジョージ・W・ブッシュ大統領

感謝祭前日にはホワイトハウスにて七面鳥恩赦式が行われる。これは全国七面鳥連盟が大統領に七面鳥を贈るという儀式である。この式典はハリー・S・トルーマン大統領の時代から開始されている
この式典の中では、予め選出された二羽の七面鳥のうち、市民の投票によって選ばれた七面鳥に現職大統領が「恩赦」をあたえる儀式が行われている。近年では最終選考に残された恩赦を受けなかった七面鳥も助命されるケースが多い。恩赦が正式な行事として行われるようになったのは1989年で、ジョージ・H・W・ブッシュ大統領がこれを始めた。2014年の例では放免されたシチメンチョウは、バージニア州の農場で余生を送ることとなった。
行事の由来としては、様々な逸話が語られる。エイブラハム・リンカーン大統領の息子がクリスマスディナーのために連れられてきた七面鳥の助命を願ったというエピソードもある。アメリカでは最初に七面鳥を助命し、恩赦の習慣を開始したのは式典を開始したトルーマン大統領であるという説が広まっているが根拠はなく、最初の式典の際の七面鳥はおそらく食べられたものと見られている。1963年11月19日、ジョン・F・ケネディ大統領は式典において「Good Eatin', Mr. President（美味しく食べてね、大統領）」と首からメッセージを下げた七面鳥が贈られたものの、彼は「これは育てておこう」と述べ、その七面鳥を食べず農場に送り返した。この行為はロサンゼルス・タイムズによって「大統領の恩赦」と表現された。その後リチャード・ニクソン大統領とジミー・カーター大統領に贈られた一部の七面鳥も助命されている
1987年にはロナルド・レーガン大統領も式典の際に七面鳥の助命を行ったが、この際には「恩赦」という言葉を初めて用いている。これ以降、贈られた七面鳥が助命され、農場に送られることが通常の慣習となっている。

### イギリス
イギリスではローストした七面鳥がクリスマス料理のごちそうとされる。ロンドンでは、台所から発生する七面鳥の油が50mプール2杯分にも及ぶと推定されており、下水管に大きな負担を与えている。チャールズ・ディケンズの『クリスマス・キャロル』の最後の章で、改心した主人公が彼の書記に買い与えるのが七面鳥である。1960年に発生した3ヶ月で10万羽の大量死事件がきっかけとなりアフラトキシンが発見された。
七面鳥は新大陸由来であり、ヨーロッパ含む旧大陸ではガチョウの方がはるかに歴史が古い。『マッチ売りの少女』（アンデルセン童話）にも見られるように、クリスマスにガチョウが供される場合も多く、原型もこちらと考えられる。

### 日本
アメリカ合衆国やイギリスのクリスマスに鳥肉を食する文化が日本にも知られるようになったが、七面鳥の入手困難から鶏肉に代用されることが多い。英米に比べ概して気候的に食材の傷みが早く、七面鳥あるいはビーフのような大きいロースト肉を仕立てて常備菜的に日数をかけて食する慣習は日本人にはなじまず、大型の七面鳥を調理できるオーブンなどが2020年代に至っても家庭に普及していないこともあり、七面鳥の導入も進んでいない。おもな生産地は高知県、石川県、北海道で年間3000羽ほど。1億を優に超える鶏と比べると、好事家向け食材の域にとどまる。

## 画像

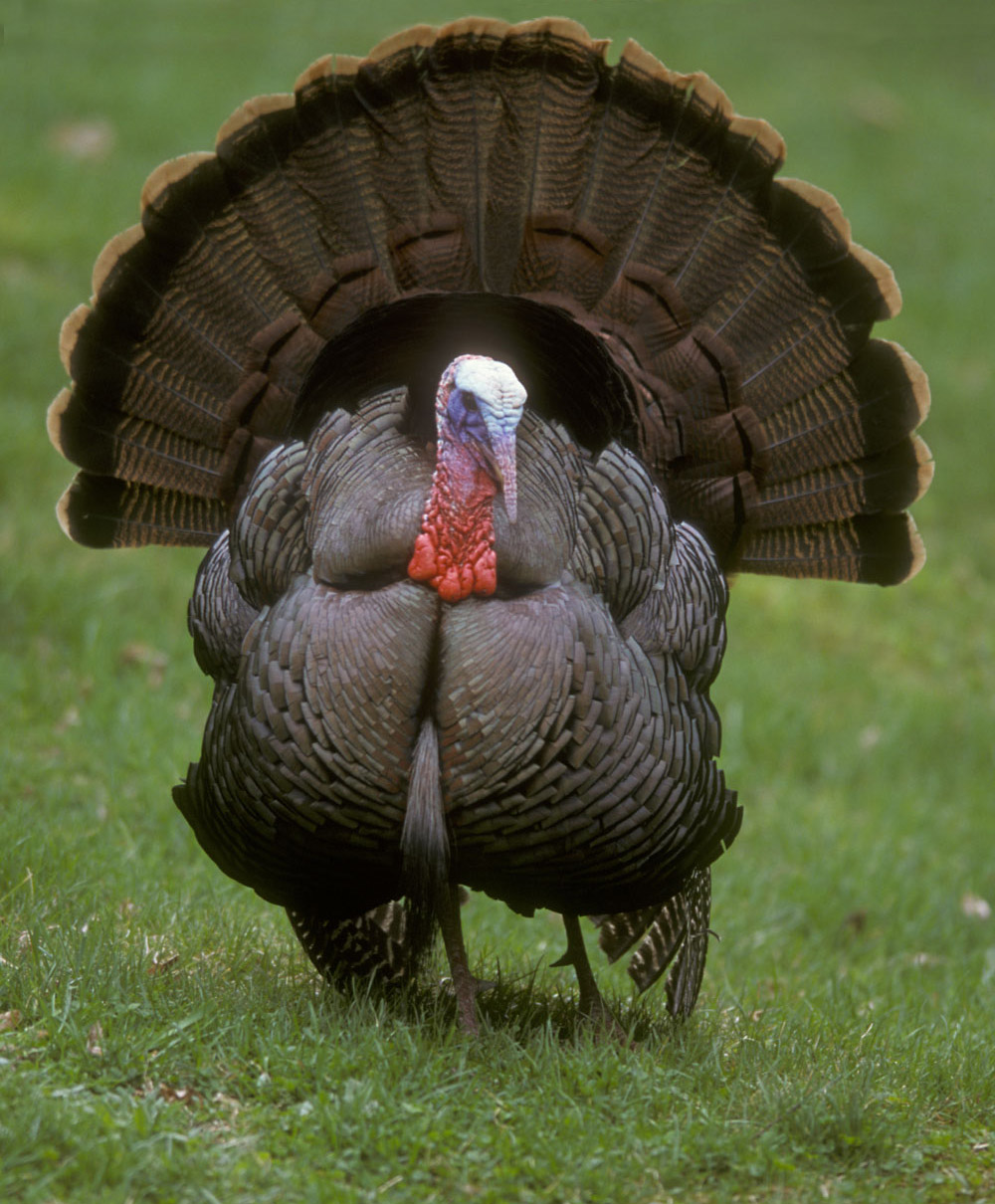
羽を広げてディスプレイする雄
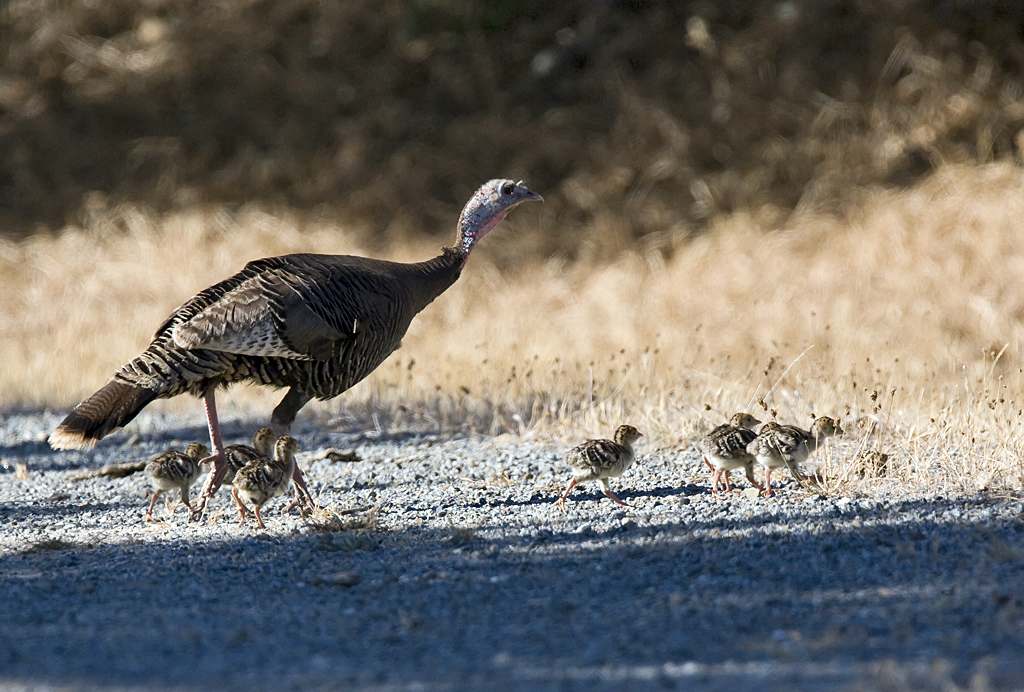
雌と雛鳥
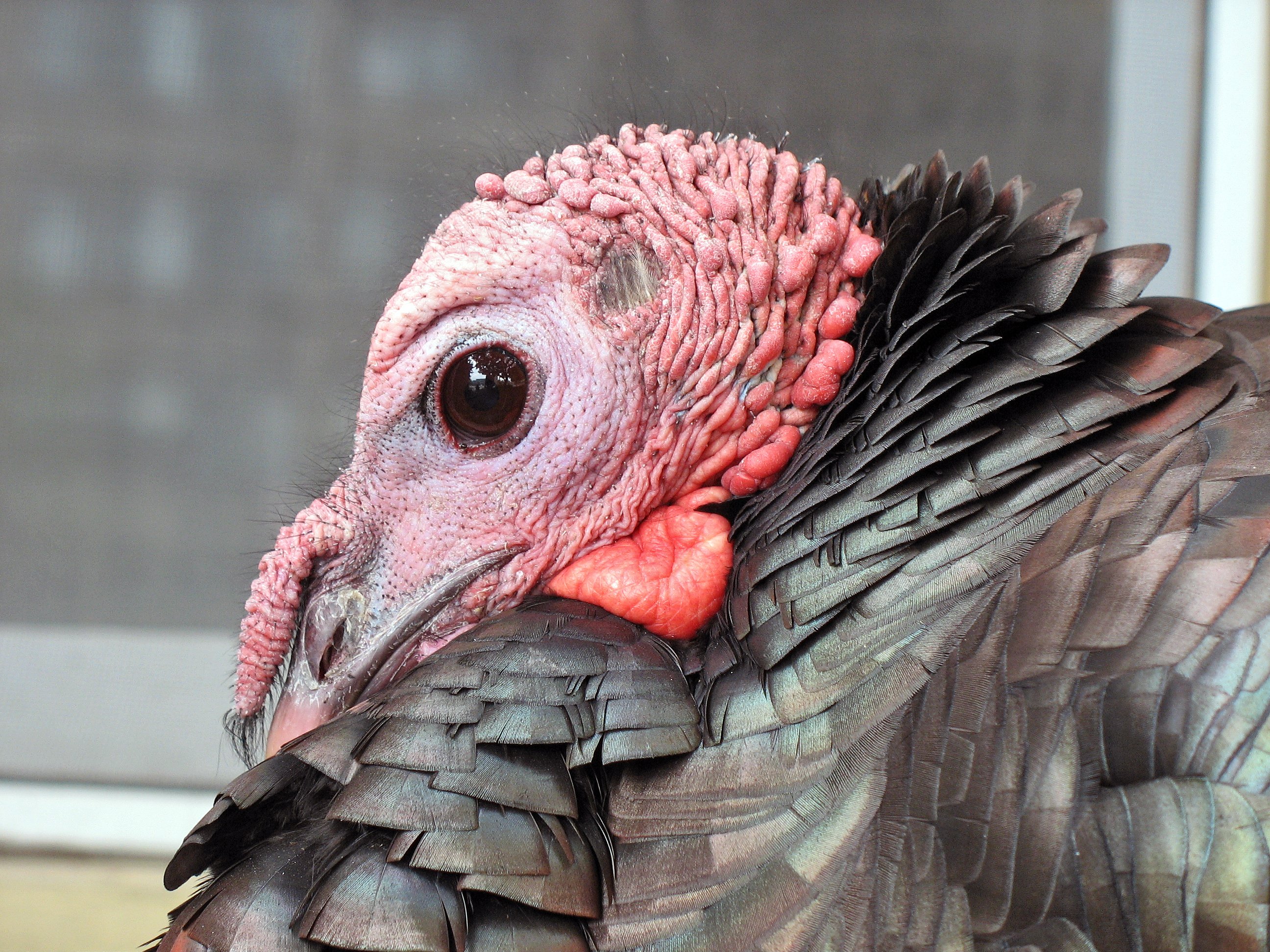
頭部

## 品種

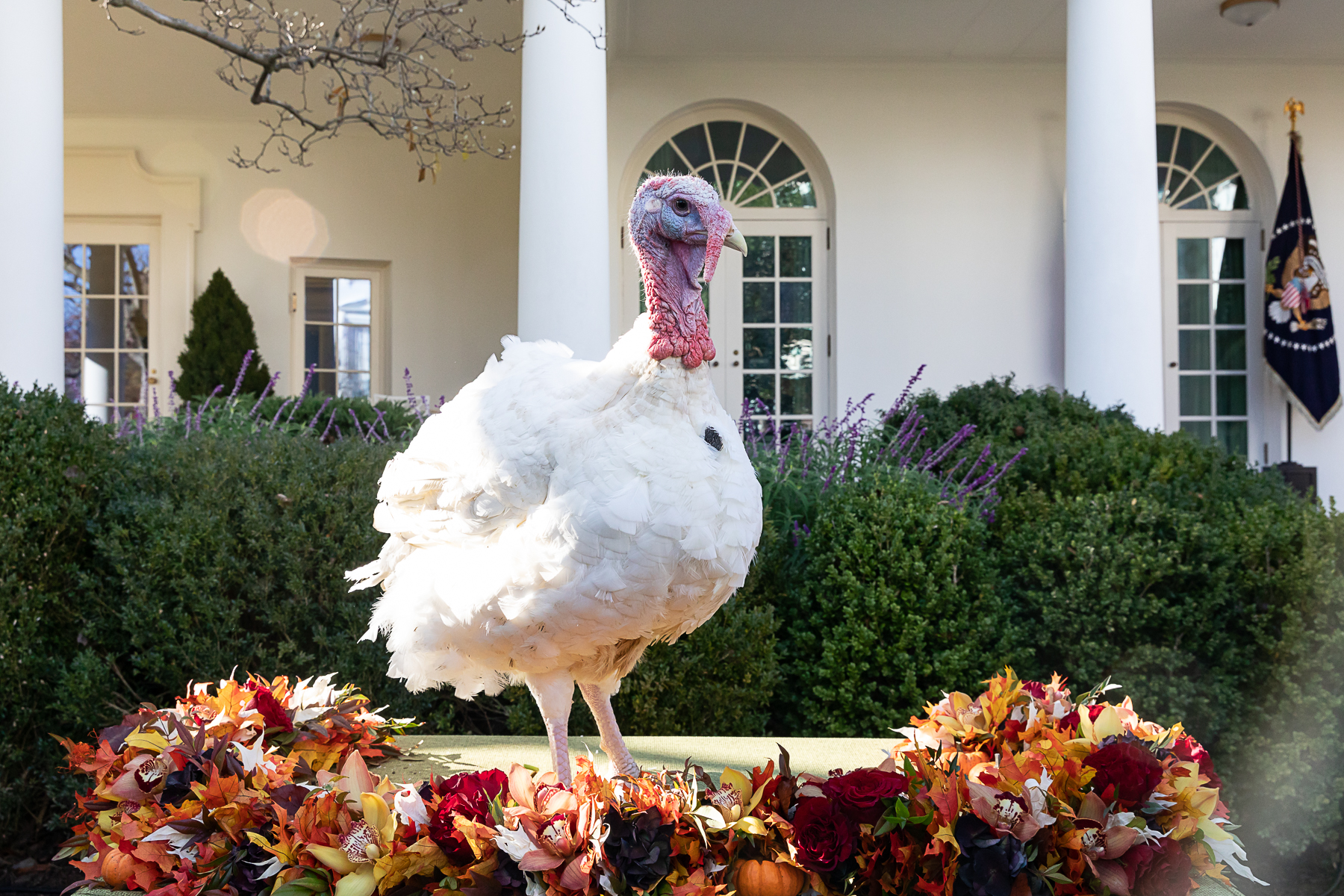
ブロードブレステッドホワイト種

ブロードブレステッドホワイト種（Broad Breasted White）
食肉用に家禽化されたシチメンチョウの中で最も広く飼育されている品種である。野生種や既存のシチメンチョウの品種に比べて胸骨や脚が短いため人の補助なしでは繁殖できず、繁殖は体外受精によっておこなわれている。改良の結果大胸筋が肥大しているため胸肉が多く取れ羽毛が白く枝肉になったときに目立たないことから、食肉用の大規模なシチメンチョウ飼育場で盛んに飼育されるようになった。